# POREČ Classic (mannen)
De POREČ Classic is een eendaagse wielerwedstrijd voor mannen verreden in de omgeving van Poreč op het schiereiland Istrië in Kroatië. De wedstrijd wordt eind februari/begin maart verreden en sinds 2013 vier dagen na de UMAG Classic. Van 2013-2015 was Poreč start- en finishplaats, van 2016-2023 was Poreč de startplaats en het nabij gelegen dorp Tar de finishplaats.
De wedstrijd werd voor het eerst, als Trofej Poreč, georganiseerd in 2000 en bestond aanvankelijk uit vijf losse wedstrijden (in analogie met de Challenge Mallorca) zonder opmaak van een algemeen klassement. De wedstrijden kenden verschillende namen zoals GP Istra, G.P. Umag, Trofej Plava Laguna  en Trofej Rivijera (met toegevoegd nummer). In 2002 waren dit er zes en in 2003 drie. Sinds 2004 is het een eendaagse wedstrijd en in 2005 werd de koers opgenomen op UCI Europe Tour-kalender als een 1.2 wedstrijd.
In 2023 werd voor het eerst een versie voor vrouwen georganiseerd.

## Lijst van winnaars

### Meervoudige winnaars
| Overwinningen | Renner        | Jaren                  |
| ------------- | ------------- | ---------------------- |
| 4             | Matej Mugerli | 2012, 2013, 2016, 2017 |
| 2             | Marko Kump    | 2007, 2015             |

### Overwinningen per land
| Overwinningen | Land                                                                                                   |
| ------------- | --- |
| 11            | Slovenië                                                                                               |
| 4             | Italië                                                                                                 |
| 1             | Azerbeidzjan, Kroatië, Letland, Nederland, Noorwegen, Oekraïne, Oostenrijk, Polen, Servië, Zwitserland |